# Loco loco (Tukano)
Loco Loco è un singolo del duo musicale italiano Tukano.

## Descrizione
Il disco contiene il brano Loco loco in 3 differenti versioni. Il brano, originariamente inciso dal gruppo messicano Grupo Latino, era stato incluso nella colonna sonora del film americano Salsa del 1988 diretto da Boaz Davidson.
Il singolo è stato pubblicato in formato 12" maxi single da Dub Record/Duck Record.

## Tracce
1. Loco Loco – 5:00 (Marco Antonio Cossio, Arturo Cabrera)
2. Loco Loco (Dub Version) – 5:00 (Marco Antonio Cossio, Arturo Cabrera)
3. Loco Loco (Radio Version) – 3:20 (Marco Antonio Cossio, Arturo Cabrera)

Durata totale: 13:20

## Crediti
- Bruno Barbone - produzione artistica
- Tony Labriola - arrangiamenti